# Ele Vive
Ele Vive foi uma minissérie brasileira lançada pela Rede CNT e foi ao ar entre 8 e 13 de abril de 1996. Ela foi escrito por Vicente de Abreu e dirigido por Lucas Bueno.

## Sinopse
A história conta desde a ressurreição de Jesus Cristo até a sua ascensão após a comunidade e seus discípulos.

## Elenco
| Ator                  | Personagem             |
| --------------------- | ---------------------- |
| Dênis Derkian         | Jesus Cristo           |
| Christiane Fischer    | María                  |
| Luís Parreiras        | Pedro                  |
| Paulo de Almeida      | André                  |
| Níveo Diegues         | Mateus                 |
| Charles Geraldi       | Tiago                  |
| Rui Ninharro          | João                   |
| Rogério Moura         | Felipe                 |
| Renato Herzer         | Natanael               |
| Ednaldo Freire        | Tomé                   |
| Márcio Bellardini     | Simão                  |
| Gilson Félix          | Tiago de Alfeu         |
| Luiz Carlos de Moraes | Pôncio Pilatos         |
| Jonas Mello           | Anás                   |
| Paulo Giamarini       | Lázaro                 |
| Valdir Ramos          | Caifás                 |
| Carlos Verrone        | Hillel                 |
| Felipe Donovan        | Nicodemus              |
| Zéluiz Pinho          | José de Arimatéia      |
| Henrique Piotto       | filho de Pedro         |
| Fátima Ribeiro        | esposa de Pedro        |
| Elisa Villom          | Maria Madalena         |
| Maria Inês Viana      | Marta                  |
| Daniela Quevedo       | Maria (irmã de Lázaro) |
| Lyz Aguiar            | Maria (mãe de Tiago)   |
| Cancella Godim        | fariseu                |
| Natal Blanques        | fariseu                |
| Ernando Thiago        |                        |
| Malu Lopes            |                        |
| Wagner Kampinas       |                        |
| Claret Toledo         |                        |
| Wagner Maciel         |                        |
| Ademilson Teixeira    |                        |
| Sérgio Carvalho       |                        |
| Regina Vallim         |                        |
| Beto Filho            |                        |